# Villogorgia alternans
Villogorgia alternans is een zachte koraalsoort uit de familie Plexauridae. De koraalsoort komt uit het geslacht Villogorgia. Villogorgia alternans werd voor het eerst wetenschappelijk beschreven door Wright & Studer. 